# Pixeline Skolehjælp: Naturfag – Lær om dyr og planter
 Pixeline Skolehjælp: Naturfag – Lær om dyr og planter  er det tredje spil i Pixeline Skolehjælp serien. Spillet er fra 2005 og er udgivet af Krea Media. 
Spillet starter med at Pixeline er på en hemmeligt sted i den vilde natur på øen Solø. Der lever Unga Bunka indianerne, som lever i pagt med naturen. 
Hvergang det er fuldmåne kalder stammens heksedoktor naturens symboler frem på den store totempæl. 
Men heksedoktoren har sovet over sig, så naturens symboler er spredt ud over øen. Så Pixeline må ud og finde symboler som er jord, ild, luft og vand. 
Det gøres i fire minispil hvor man bl.a. skal få en plante til at vokse, vælge den ting der brænder længest og lande en luftballon i kraftig vind.